# Jeanna Bauck
Jeanna Maria Charlotta Bauck (Estocolmo, 19 de agosto de 1840 – Múnich, 27 de mayo de 1926) fue una pintora sueco-alemana conocida por sus retratos y paisajes. Tuvo además una carrera como educadora, y destacaron sus amistades con la pintora Bertha Wegmann y la artista Paula Modersohn-Becker.

## Trayectoria
Bauck fue hija del músico, crítico de música y compositor alemán Carl Wilhelm Bauck (1808-1877) y de la sueca Dorothea Fredrique (1806-1834). Tuvo otra hermana, Hanna Lucia, y dos hermanos mayores, Emanuel y Johannes. Creció en Estocolmo, donde estudió con otra mujer joven que se convirtió en una amiga muy cercana, la pintora de retratos danesa Bertha Wegmann. Permaneció en Suecia hasta 1863, cuando se mudó a Alemania para estudiar pintura.
Su educación artística comenzó con Adolf Ehrhardt en Dresde, continuó con Albert Flamm en Düsseldorf, y posteriormente con Joseph Brandt en Múnich. La mayoría de su formación en paisajes tuvo lugar en Múnich también, bajo la tutela del pintor formado en la Academia Johann Diedrich Christian Langko, notablemente inspirado durante su carrera por la escuela Barbizon de pintura. La mayoría de las pinturas que produjo Bauck durante su carrera se clasifican dentro del estilo Barbizon.
Bauck comenzó su carrera pintando casi exclusivamente paisajes, y por ello obtuvo un éxito moderado. A pesar de esto, más tarde se abrió a los retratos, y a finales de la década de 1890 producía ambos a partes iguales. Durante el curso de su carrera  ganó premios en exposiciones tanto en Alemania como en el extranjero, y su ttrabajo estuvo representado varias veces en galerías de Estocolmo y Trieste.
En 1880, Bauck se mudó a París y compartió un estudio con su amiga Bertha Wegmann. Durante este tiempo Bauck pintó un retrato de Wegmann titulado La artista danesa Bertha Wegmann pintando un retrato, y Wegmann pintó, entre unos veinte otros retratos, su bien conocido retrato de Bauck, Målarinnan Jeanna Bauck. También durante su tiempo en París las dos, Bauck y Wegmann, mostraron su obra en los Salones de París de 1881 y 1882.
Bauck mostró su obra en el Chicago World's Fair de 1893, y su Lago del Bosque y su Retrato de un hombre fueron incluidos en el libro de 1905 Mujeres pintoras del mundo.
En 1897, Bauck vivía en Berlín y enseñaba a tiempo parcial clases nocturnas de pintura en la Asociación de Artes de Berlín. Es aquí donde conoció y más tarde se hizo amiga de una estudiante de 21 años, Paula Modersohn-Becker, que más tarde describiría a Bauck como su profesora favorita. Becker se convertiría en una altamente influyente pintora del expresionismo temprano.

## Obra seleccionada

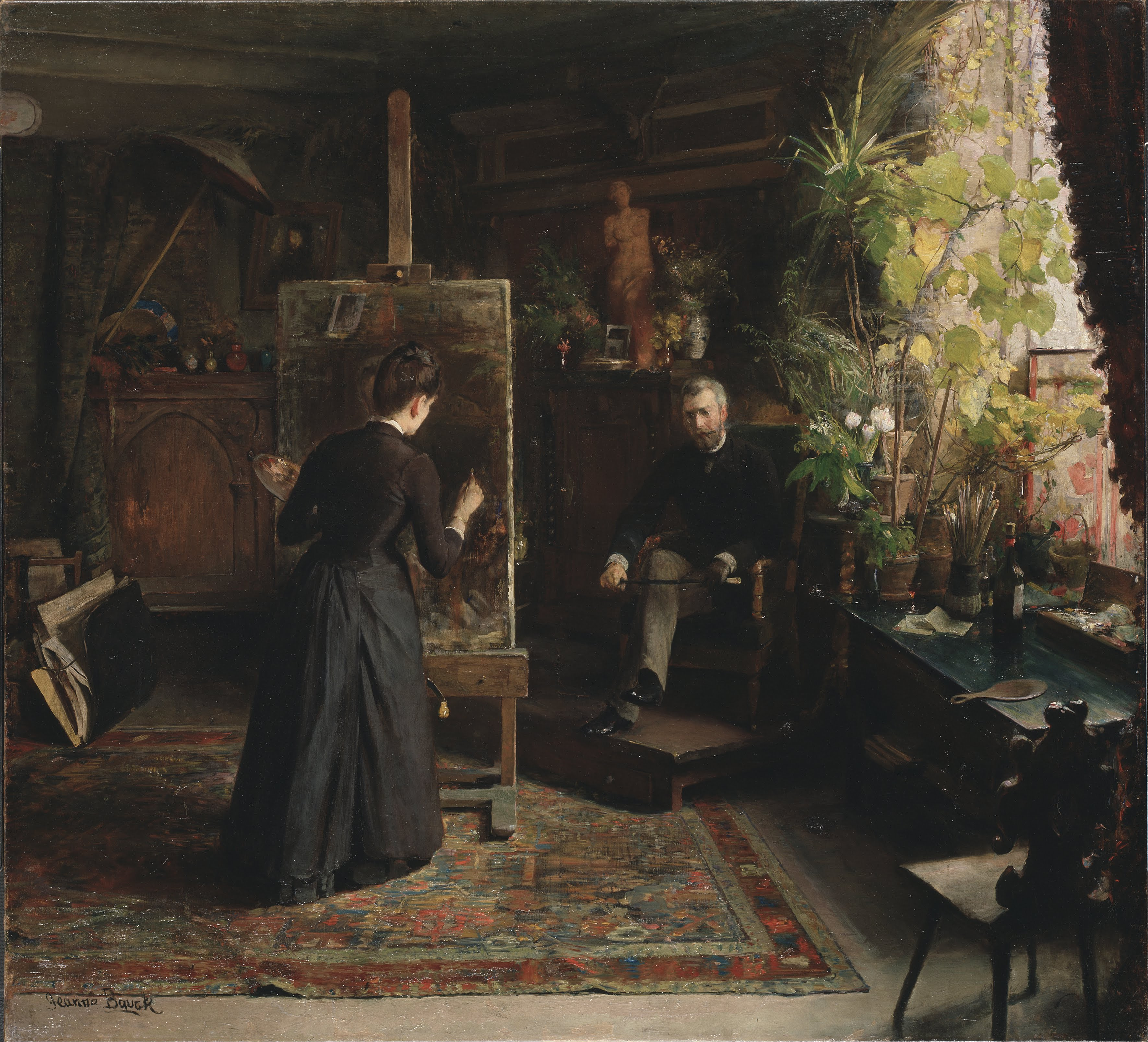
Bertha trabajando
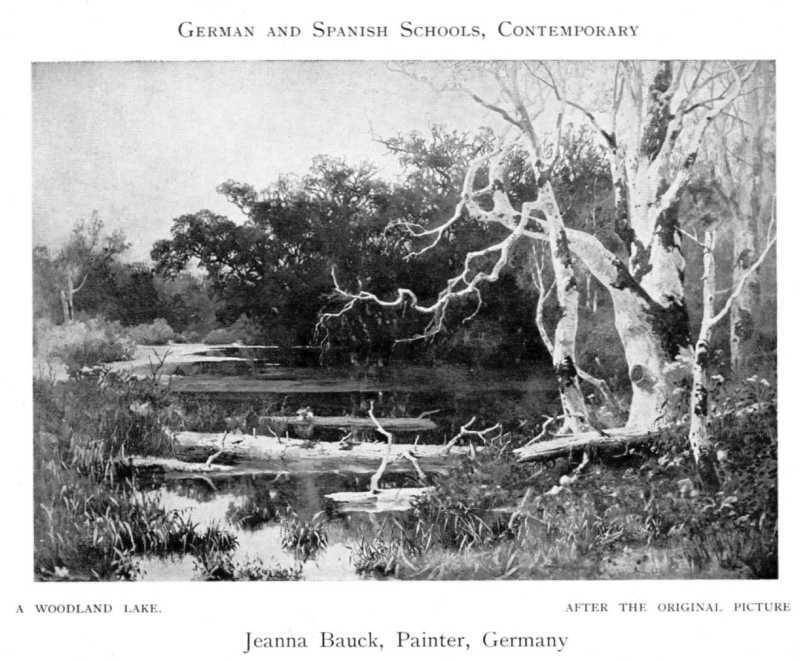
En el Lago del bosque
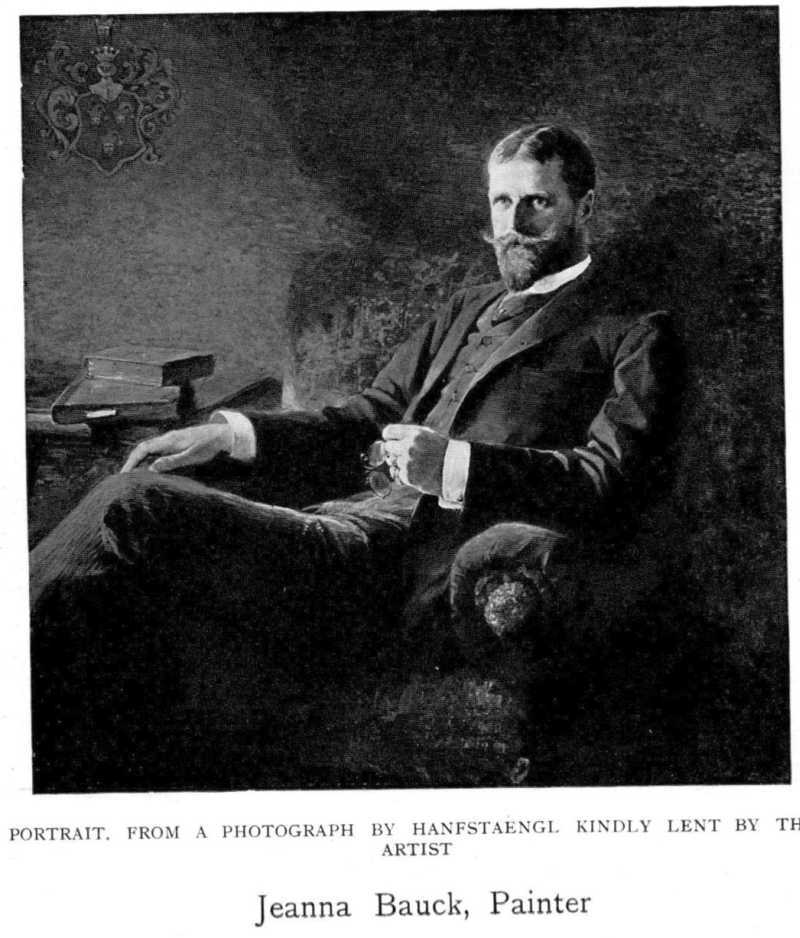
Retrato de un hombre